# Ostracion
Ostracion, Linnaeus, 1758, é um género de peixes ostraciídeos que se caracteriza pelo revestimento em forma de carapaça ou armadura composta por placas ósseas imóveis, envolvendo-lhe o corpo, excepto o pedúnculo caudal.

## Espécies
- Ostracion aculeata Houttuyn 1764
- Ostracion aculeatus Houttuyn, 1782
- Ostracion adersi von Bonde 1934
- Ostracion agonus Rafinesque 1810
- Ostracion argus Rüppell, 1828
- Ostracion auricauda Seale 1906
- Ostracion auritus Shaw, 1798
- Ostracion bicaudalis Linnaeus, 1758
- Ostracion bicuspis Blumenbach 1810
- Ostracion bituberculatus Bloch & Schneider 1801
- Ostracion bombifrons Hollard (ex Kaup) 1857
- Ostracion boops Richardson 1845
- Ostracion brevicornis Temminck & Schlegel, 1850
- Ostracion camurum Jenkins, 1901
- Ostracion chryseres Seale 1906
- Ostracion chwakaensis von Bonde 1934
- Ostracion clippertonense Snodgrass & Heller, 1905
- Ostracion concatenatus Bloch, 1785
- Ostracion cornutus Linnaeus, 1758
- Ostracion cristatus Bonnaterre 1788
- Ostracion cubicus Linnaeus, 1758
- Ostracion cubitus Linnaeus 1766
- Ostracion cyanurus Rüppell, 1828
- Ostracion dexteri Seale 1906
- Ostracion diaphanum Bloch and Schneider, 1801
- Ostracion diaphanus Bloch & Schneider, 1801
- Ostracion eco Phillipps, 1932
- Ostracion expansum Cope, 1871
- Ostracion flavigaster Gray, 1838
- Ostracion fornasini Bianconi, 1846
- Ostracion gibbosus (Linnaeus)
- Ostracion guineensis Bleeker, 1865
- Ostracion hexagonus Phillipps, 1927
- Ostracion hystrix Forsskål 1775
- Ostracion immaculatus  Temminck and Schlegel, 1850
- Ostracion knorrii Walbaum 1792
- Ostracion laevis Pennant, 1776
- Ostracion lagocephalus Forsskål 1775
- Ostracion larvatus Curtiss 1938
- Ostracion lenticularis Richardson, 1841
- Ostracion lentiginosum Bloch & Schneider, 1801
- Ostracion lentiginosus Bloch
- Ostracion lindsayi Phillipps, 1932
- Ostracion lineata (Gray, 1838)
- Ostracion lumbospinnis Valenciennes in Hollard 1857
- Ostracion meleagris (Shaw)
- Ostracion mola Forsskål 1775
- Ostracion nasus Bloch, 1785
- Ostracion notacanthus Bleeker, 1863
- Ostracion oahuensis Jordan & Evermann 1903
- Ostracion oblongus Commerson in Lacepède 1798
- Ostracion ornata Gray, 1838
- Ostracion ornatus Hollard, 1857
- Ostracion oviceps Kaup 1855
- Ostracion paschae Rendahl, 1921
- Ostracion pentacanthus Bleeker 1857
- Ostracion pentacornis Bennett 1840
- Ostracion proboscideus Bleeker 1866
- Ostracion pulul Montrouzier 1857
- Ostracion punctatus Bloch & Schneider, 1801
- Ostracion quadricornis Linnaeus, 1758  ou Acanthostracion quadricornis (Baiacu-chifrudo)
- Ostracion reevesii Gray 1838
- Ostracion renardi Bleeker 1856
- Ostracion rhinorhynchos Bleeker, 1852
- Ostracion sebae Bleeker
- Ostracion sexcornutus Mitchill 1818
- Ostracion solorensis Bleeker, 1853
- Ostracion spilogaster Richardson, 1840
- Ostracion stellifer Bloch & Schneider 1801
- Ostracion stictonotus Temminck & Schlegel 1850
- Ostracion striatus Shaw 1804
- Ostracion trachys Randall, 1975
- Ostracion tricornis Linnaeus, 1758 ou Acanthostracion quadricornis
- Ostracion trigonus Linnaeus, 1758
- Ostracion triqueter Linnaeus, 1758
- Ostracion tuberculatus Linnaeus
- Ostracion turritus Forsskål, 1775
- Ostracion undecimaculeatus Smith 1842
- Ostracion undulatus Poey, 1868
- Ostracion valentini Bleeker 1848
- Ostracion whitleyi Fowler, 1931
- Ostracion yalei Storer 1839